# 陈省身墓园
陈省身墓园，是美国籍华人数学家，微分几何之父——陈省身及其夫人郑士宁的陵墓，落成于2011年6月，位于天津市南开大学校园内省身楼与南门之间。

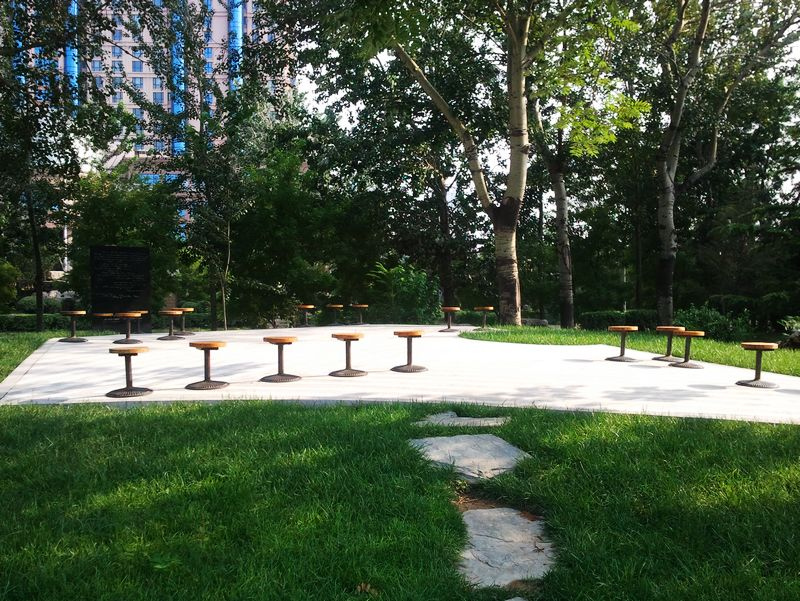
陈省身墓园全貌

## 概述

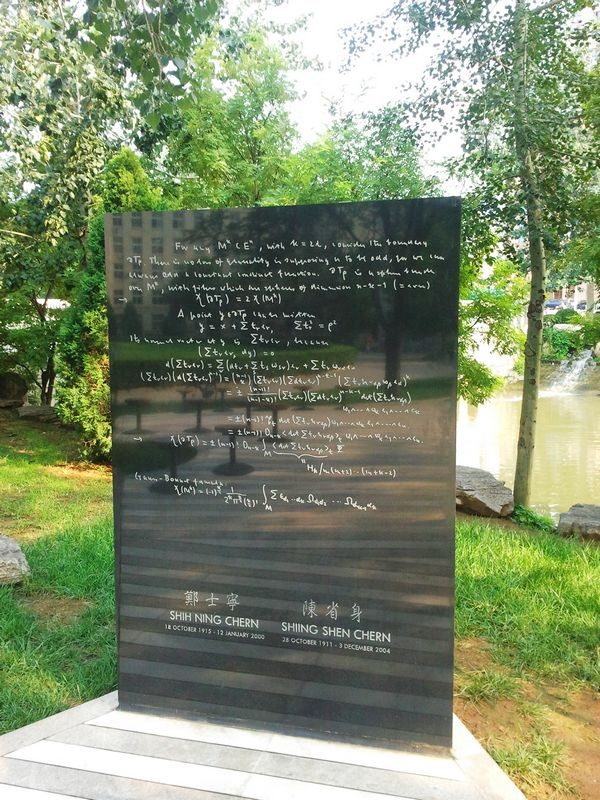
陈省身与郑世宁的墓碑

陈省身墓园位于南开大学校园内津河北岸，树木与草地之间用黑白相间的石条铺成了一个呈不规则菱形的广场，设有一块黑板状的墓碑和23个矮凳，可供休息和思考。郑士宁女士去世后，陈省身表示将来要将自己和夫人的骨灰安葬在母校南开大学的校园内，并希望在墓碑前有黑板、有座位，以便大家讨论学术问题。

## 纪念碑
2011年6月，南开大学在纪念陈省身数学研究所理论物理研究是成立25年之际，举行了陈省身先生夫妇纪念碑揭幕仪式，杨振宁为纪念碑揭幕并表示“纪念碑上的手稿是陈先生的杰作，他开启了20世纪后半叶数学新的方向。”陈省身的生前好友范曾等和一些前来参加研讨会的中科院院士及南开大学师生出席揭幕仪式。
陈省身与其夫人郑士宁的墓碑（纪念碑）由两块石头组成，一块是弧形汉白玉，另一块是平板型的黑色花岗岩，由陈省身的外孙、建筑师朱俊杰设计。墓碑整体横截面呈曲边三角形，象征数学史上著名的“陈—高斯—博内”公式。墓碑以数学公式的手稿作为墓志铭，上面刻写的是陈省身在美国任教时讲义中的“陈—高斯—博内”公式的手迹。墓碑下方，刻写着郑世宁和陈省身的姓名及生卒年月。